# Onorio Ferrero
Onorio Ferrero de Gubernatis Ventimiglia Bezzi (Turín, 1908 - Lima, 1989) - poeta, erudito, profesor, traductor y estudioso de las religiones. Especialmente reconocido como traductor del Tao Te Ching, de Lao-Tse.

## Datos biográficos
Nació un 21 de junio de 1908 en el seno de una familia noble y aristocrática, su padre -y él mismo- fueron marqueses, aunque él se sentía más afín a la República y sus ideales. Fue partisano de la resistencia antifascista durante la Segunda Guerra Mundial. Emigró al Perú en 1948 con su esposa, Lucía Bosio Mazzetti y sus dos hijos, Luigi y Giuliana. Sus nietos son Maurizio Medo Ferrero, importante poeta, Cecilia Medo Ferrero, y Grazia Ferrero Sanguineti, todos trabajan en distintas áreas de la docencia. Recibió la condecoración de Commendatore del Governo Italiano y la Stella D' Italia.

## Docencia
Onorio Ferrero enseñó donde sigue:
- Colegio Italiano de Lima (hoy Antonio Raimondi)
- Instituto de Lenguas y Culturas Orientales de la Universidad Nacional Mayor de San Marcos.[2]
- Desde 1952 en la Pontificia Universidad Católica del Perú, donde llegó a ser Decano de la Facultad de Letras y Ciencias Humanas (1971 - 1976)[3] y de la cual fue profesor Emérito. Su labor docente universitaria abarcó un poco más de 30 años.

## Publicaciones

### Poesía
- La Cetra, Torino, 1929. Traducido al español por su nieta, Cecilia Medo Ferrero.[4]

### Artículos (Selección)
- Reflexiones acerca de la actitud y el método en la historia de las religiones, MP, 353, setiembre de 1956.
- Una piedra de toque: René Guénon, MP, 360, abril de 1957.
- Dante, poeta universal, MP, 458, noviembre - diciembre de 1965.
- Le jugement des morts en Sources Orientales, París, Editions du Seuil, 1961.
- Síntesis y sincretismo en la historia de las religiones, Lima, revista Humanidades N° 1, 1967.
- Arquetipos y transfiguración en la fenomenología visionaria del Islam iránico, Lima, revista Humanidades N° 3, 1969.
- Significado e implicaciones universales de un mito peruano. Revista "Sociología" de la Escuela de Ciencias Sociales, Universidad Peruana de Ciencias y Tecnología, 1967. Incluido en el libro Ideología Mesiánica del Mundo Andino, compilación de Juan Ossio Acuña, Lima, Ignacio Prado Pastor Editor, 1973.[5] Revista Túpac Yawri N° 2, del Centro Andino de Estudios Tradicionales, Cusco, 2011.
- Con los lamas tibetanos en Rikkón, Lima, revista Humanidades N° 4, 1970 - 1971.
- Una política lingüística para el Perú en la revista de Humanidades Mercurio Peruano, Lima, julio - octubre de 1968.[6]
- La pintura china en Lienzo, revista de la Universidad de Lima, N° 10, Lima, 1990.[7]

### Traducción
- Lao Tzu: Tao Te Ching, Lima, Ignacio Prado Pastor Editor, 1972. Traducción directa del idioma chino al español. Barcelona, Editorial Azul, 1999.

### Colaboraciones
- Introducción del libro: René Guénon: La crisis del mundo moderno, Lima, Mosca Azul Editores, 1975. Traducción de Carlos Beas.[8]
- Prólogo del libro: Alberto Benavides Ganoza: El ave huida: Ensayos de filosofía, Cajamarca, Editorial Sondor, 1979.[9]